# Milano-Sanremo 2017
La Milano-Sanremo 2017, centoottesima edizione della corsa e valida come ottava prova dell'UCI World Tour 2017 categoria 1.UWT, si svolse il 18 marzo 2017 su un percorso di 291 km, con partenza da Milano e arrivo a Sanremo. La vittoria finale fu appannaggio del polacco Michał Kwiatkowski, che terminò il percorso in 7h08'39", alla velocità media di 40,733 km/h, precedendo lo slovacco Peter Sagan e il francese Julian Alaphilippe.
Sul traguardo di Sanremo 195 ciclisti, su 200 partiti da Milano, portarono a termine la competizione.

## Squadre e corridori partecipanti
| N.      | Cod. | Squadra                         |
| ------- | ---- | ------------------------------- |
| 1-8     | FDJ  | FDJ                             |
| 11-18   | ALM  | AG2R La Mondiale                |
| 21-28   | AND  | Androni Giocattoli-Sidermec     |
| 31-38   | AST  | Astana Pro Team                 |
| 41-48   | TBM  | Bahrain-Merida Pro Cycling Team |
| 51-58   | BRD  | Bardiani-CSF                    |
| 61-68   | BMC  | BMC Racing Team                 |
| 71-78   | BOH  | Bora-Hansgrohe                  |
| 81-88   | CDT  | Cannondale-Drapac               |
| 91-98   | COF  | Cofidis                         |
| 101-108 | GAZ  | Gazprom-RusVelo                 |
| 111-118 | LTS  | Lotto-Soudal                    |
| 121-128 | MOV  | Movistar Team                   |

| N.      | Cod. | Squadra                       |
| ------- | ---- | ----------------------------- |
| 131-138 | NIP  | Nippo-Vini Fantini            |
| 141-148 | ORS  | Orica-Scott                   |
| 151-158 | QST  | Quick-Step Floors             |
| 161-168 | DDD  | Team Dimension Data           |
| 171-178 | KAT  | Team Katusha-Alpecin          |
| 181-188 | TLJ  | Team Lotto NL-Jumbo           |
| 191-198 | TNN  | Team Novo Nordisk             |
| 201-208 | SKY  | Team Sky                      |
| 211-218 | SUN  | Team Sunweb                   |
| 221-228 | TFS  | Trek-Segafredo                |
| 231-238 | UAD  | UAE Team Emirates             |
| 241-248 | WIL  | Wilier Triestina-Selle Italia |

## Ordine d'arrivo (Top 10)
| Pos. | Corridore          | Squadra    | Tempo    |
| ---- | ------------------ | ---------- | -------- |
| 1    | Michał Kwiatkowski | Sky        | 7h08'39" |
| 2    | Peter Sagan        | Bora       | s.t.     |
| 3    | Julian Alaphilippe | Quick-Step | s.t.     |
| 4    | Alexander Kristoff | Katusha    | a 5"     |
| 5    | Fernando Gaviria   | Quick-Step | s.t.     |
| 6    | Arnaud Démare      | FDJ        | s.t.     |
| 7    | John Degenkolb     | Trek       | s.t.     |
| 8    | Nacer Bouhanni     | Cofidis    | s.t.     |
| 9    | Elia Viviani       | Sky        | s.t.     |
| 10   | Caleb Ewan         | Orica      | s.t.     |